# Nils Rydström (fäktare)
Nils Uno Rydström, född den 15 september 1921 i Stockholm, död där den 20 september 2018, var en svensk sjömilitär.
Rydström avlade studentexamen vid Högre realläroverket å Norrmalm 1941 och började samma år sina studier Sjökrigsskolan. Han blev fänrik i flottan 1944, löjtnant 1946 och kapten 1955. Som nybliven kommendörkapten av andra graden genomgick Rydström 1962–1963 Naval War College i Newport. Efter återkomsten till Sverige följde två år av stabstjänst i Marinstaben. Efter befordran till kommendörkapten av första graden var han  fartygschef på Älvsnabbens långresa 1965–1966 och lärare vid Försvarshögskolan i fyra år. Rydström blev marinattaché i Storbritannien med sidoackreditering i Nederländerna 1971. Under tiden i London befordrades han till kommendör 1975. Efter att ha förtidspensionerats och övergått till flottans reserv 1976 bodde Rydström kvar till 1991. Han var kyrkvärd i Ulrika Eleonora församling. Rydström hade genomgått Gymnastiska centralinstitutet 1946 och var en framstående fäktare. Han deltog i tre olympiska spel och två världsmästerskap. Rydström tävlade både individuellt och i lag, i början med florett och därefter med värja. Det svenska florettlaget nådde semifinal vid olympiska sommarspelen i Helsingfors (1952). Som lagmedlem i värjfäktning erövrade han i världsmästerskap en silver- och en bronsmedalj (1954 och 1950). Rydström invaldes i Örlogsmannasällskapet 1964.